# Julien Médecin
Julien Médecin, ou Médécin, (né le 3 novembre 1894 à Monaco et mort le 26 janvier 1986) est un architecte monégasque, célèbre pour être le seul Monégasque à avoir jamais remporté une médaille olympique, dans ce cas précis une médaille de bronze aux épreuves d'architecture aux Jeux olympiques d'été de 1924,.

## Biographie
Julien Médecin est né le 3 novembre 1894 à Monaco.
En 1921, il reçoit son diplôme d'architecture de l'École des Beaux-Arts de Paris, école dans laquelle il était entré en 1917, et exerce à Nice et Monaco. Son père François et son frère Marcel sont également architectes.
Il rejoint la Société des architectes diplômés du gouvernement (S.A.D.G.) en 1944 et reçoit le grade de Chevalier de la Légion d'honneur.

## Carrière

### Œuvres
Élève de Gabriel Héraud et de Victor Laloux, il est l'auteur d'œuvres principalement classées dans l'art déco et l'architecture moderne.
Lors de l'Exposition internationale des arts décoratifs et industriels modernes, il conçoit le pavillon de Monaco,,.
En 1937, Julien Médécin conçoit la Fondation de Monaco, qui fait partie de la Cité internationale universitaire de Paris; après une première approche de style art déco, Julien Médecin choisit finalement d'utiliser un style classique en pierre de taille à la mode des villas du Midi,,.
Il a également conçu la Villa Gloriette à Monaco, qui fut rasée au cours des années 1960.

### Jeux olympiques de 1924
Pour l'épreuve d'architecture des Jeux olympiques d'été de 1924 à Paris, Julien Médécin réalise « Stade pour Monte-Carlo » qui comprend une piste cyclable, un terrain de football et de rugby ainsi qu'un stade nautique. Pour cela il reçoit une médaille de bronze.
Julien Médecin est le seul Monégasque médaillé olympique.
Cependant, les médailles décernées lors des épreuves artistiques ayant été supprimées des palmarès olympiques, Julien Médecin n'est plus officiellement un champion olympique.

### Liens
- Ressource relative aux beaux-arts :   - AGORHA
- Ressource relative au sport :   - Olympedia